# USS Williams (DD-108)
USS Williams (DD-108) là một tàu khu trục thuộc lớp Wickes của Hải quân Hoa Kỳ trong giai đoạn Chiến tranh Thế giới thứ nhất, sau được chuyển cho Hải quân Hoàng gia Canada trong Chiến tranh Thế giới thứ hai và đổi tên thành HMCS St. Clair (I65). Nó là chiếc tàu chiến thứ hai của Hải quân Hoa Kỳ được đặt tên theo John Foster Williams (1743-1814), một sĩ quan Hải quân tiểu bang Massachusetts trong cuộc Chiến tranh Cách mạng Hoa Kỳ.

## Thiết kế và chế tạo
Williams được đặt lườn vào ngày 25 tháng 3 năm 1918 tại xưởng tàu Union Iron Works của hãng Bethlehem Steel Corporation ở San Francisco, California. Nó được hạ thủy vào ngày 4 tháng 7 năm 1918, được đỡ đầu bởi bà H. G. Leopold, phu nhân Trung tá Hải quân H. G. Leopold, và được đưa ra hoạt động vào ngày 1 tháng 3 năm 1919 tại Xưởng hải quân Mare Island, Vallejo, California, dưới quyền chỉ huy của Hạm trưởng, Trung tá Hải quân John H. Newton.

## Lịch sử hoạt động

### USSWilliams
Sau khi hoàn tất chạy thử máy, Williams cùng tàu khu trục Belknap khởi hành từ Newport, Rhode Island vào ngày 5 tháng 6 năm 1919 hướng sang quần đảo Azores. Đi đến Ponta Delgada vào ngày 11 tháng 6, Williams tiếp tục đi đến Gibraltar, nơi nó thu thập thông tin về các bãi mìn hiện hữu trong biển Adriatic để báo cáo cho Tư lệnh Lực lượng Hải quân Đông Địa Trung Hải. Đợt bố trí ngắn của chiếc tàu khu trục tại khu vực này đưa nó đến Split, Vương quốc Serbs, Croats và Slovenes; Gallipoli ở eo biển Dardanelles, và Trieste, Ý, nơi nó hoạt động trong thành phần lực lượng hải quân Mỹ duy trì sự ổn định tại một khu vực bất ổn sau Thế Chiến I.
Sau khi quay về Hoa Kỳ ngang qua Split và Gibralta, và về vế New York, New York vào ngày 1 tháng 8 năm 1919, Williams được điều động về Hạm đội Thái Bình Dương. Được phân loại với ký hiệu lườn DD-108 vào ngày 17 tháng 7 năm 1920, chiếc tàu khu trục hoạt động ngoài khơi San Diego cho đến khi được cho xuất biên chế tại đây vào ngày 7 tháng 6 năm 1922 và được đưa về lực lượng dự bị.
Việc Đức Quốc xã tấn công Ba Lan ngày 1 tháng 9 năm 1939 khơi mào Chiến tranh Thế giới thứ hai khiến Tổng thống lập tức công bố trang thái trung lập của Hoa Kỳ. Để củng cố cho các đơn vị hạm đội tham gia hoạt động Tuần tra Trung lập được vội vã thành lập ở bờ Đông và vùng vịnh Mexico, Hải quân cho tái biên chế 77 tàu khu trục và tàu rải mìn hạng nhẹ. Vì vậy Williams được cho tái biên chế tại San Diego vào ngày 6 tháng 11 năm 1939 dưới quyền chỉ huy của Hạm trưởng, Thiếu tá Hải quân Louis N. Miller. Sau khi được tái trang bị tại Xưởng hải quân Mare Island, chiếc tàu khu trục hoạt động tại khu vực San Diego cho đến khi nó lên đường đi Panama vào ngày 5 tháng 2, và băng qua kênh đào Panama vào ngày 16 tháng 2. Thả neo tại Balboa, Panama một thời gian ngắn, thủy thủ đoàn của Williams lập dàn chào để đón Tổng thống Franklin Delano Roosevelt vốn đang thực hiện chuyến viếng thăm không chính thức sự phòng thủ tại vùng kênh đào. Lên đường không lâu sau đó, Williams đi đến Căn cứ hoạt động hải quân Key West, Florida vào ngày 27 tháng 2.
Trong những tháng tiếp theo, Williams hoạt động cùng với Hải đội Đại Tây Dương của hạm đội, tiến hành các cuộc tuần tra trung lập cùng các chuyến đi huấn luyện. Trong khi tiến hành các hoạt động thường xuyên từ Key West, chiếc tàu khu trục tham gia các cuộc tập trận tầm ngắn và thực hành cơ động trong khi vẫn tiếp tục theo dõi tàu bè lân cận. Vào tháng 3, nó tiến hành khảo sát thiên văn tại vùng quần đảo Bahamas.
Đến ngày 9 tháng 4, Williams vận chuyển một đội khảo sát đến đảo Palmetto ở khu vực Tây Ấn thuộc Anh trước khi chuyển đến vịnh Guántanamo, Cuba. Sau khi quay trở lại Key West một thời gian, nó rời vùng biển Florida vào ngày 2 tháng 6 và đi đến New York vào ngày 4 tháng 6. Nó thực hiện hai chuyến đi huấn luyện cho nhân sự Hải quân Dự bị kéo dài cho đến cuối mùa Hè 1940. Sau một đợt tái trang bị sau cùng tại Xưởng hải quân Boston, Williams rời Charlestown, Massachusetts vào ngày 18 tháng 9 hướng đến vùng biển Canada, và đi đến Halifax, Nova Scotia hai ngày sau đó.
Nằm trong số 50 tàu khu trục sàn phẳng được chuyển giao cho Anh Quốc theo thỏa thuận được quyền thuê các căn cứ quan trọng ở Tây bán cầu, Williams được chọn là một trong số sáu chiếc được chuyển tiếp cho Hải quân Hoàng gia Canada. Không lâu sau khi đi đến Halifax vào ngày 20 tháng 9 năm 1940, nó lên đường cho một chuyến đi làm quen ngắn dành cho thủy thủ đoàn người Canada. Williams được xuất biên chế khỏi Hải quân Hoa Kỳ và chuyển cho chính phủ Canada vào ngày 24 tháng 9; tên nó được rút khỏi danh sách Đăng bạ Hải quân Hoa Kỳ vào ngày 8 tháng 1 năm 1941.

### HMCSSt. Clair
Tuân theo thực hành truyền thống của Hải quân Canada đặt tên các tàu khu trục theo tên các con sông, Williams được đổi tên thành HMCS St. Clair (I65), theo tên con sông St. Clair hình thành nên biên giới giữa Michigan và Ontario. Chiếc tàu khu trục được trang bị cho nhiệm vụ hộ tống vận tải, và đã lên đường đi sang quần đảo Anh Quốc vào ngày 30 tháng 11 cùng với các chiếc St. Croix và Niagara (nguyên là các chiếc McCook và Thatcher tương ứng của Hải quân Mỹ).
Hoạt động cùng với Lực lượng hộ tống Clyde, St. Clair hộ tống các đoàn tàu vận tải đi và đến khu vực "tiếp cận phía Tây" quần đảo Anh vô cùng bận rộn vào mùa Xuân năm 1941. Vào cuối tháng 5, khi chiếc thiết giáp hạm hùng mạnh Bismarck cùng với tàu tuần dương hạng nặng Prinz Eugen của Đức vượt qua eo biển Đan Mạch, chiếc tàu khu trục đã tham gia vào một nỗ lực căng thẳng và rộng lớn nhằm tiêu diệt các tàu chiến Đức. Cuối cùng, một lực lượng Anh đã phát hiện và đánh chìm Bismarck vào ngày 27 tháng 5, nhưng chỉ sau khi chiếc tàu chiến-tuần dương lừng danh của Anh HMS Hood bị đánh chìm vào ngày 24 tháng 5. Việc truy tìm các con tàu Đức đã đưa một số đơn vị Anh vào mối nguy hiểm do thiếu nhiên liệu. Hai tàu khu trục thuộc lớp Tribal HMS Mashona và HMS Tartar bị máy bay ném bom tầm xa Phát hiện không lâu sau khi Bismarck bị đánh chìm, và bị đánh đắm sau một đợt không kích ác liệt. Đang ở gần khu vực chiến sự, St. Clair cũng bị lôi kéo vào cuộc chiến khi cũng bị tấn công. Tuy nhiên chiếc tàu khu trục đã phòng thủ vững chắc, bắn rơi ít nhất một, và có thể là hai máy bay đối phương.
St. Clair sau đó gia nhập Lực lượng hộ tống Newfoundland khi đơn vị này được thành lập vào tháng 6 năm 1941, và đã hoạt động hộ tống các đoàn tàu vận tải đi lại giữa Newfoundland và Reykjavík, Iceland cho đến cuối năm 1941. Sau đó St. Clair lại được điều về Lực lượng Hộ tống Tại chỗ phía Tây sau khi được sửa chữa tại Saint John, New Brunswick vào đầu năm 1942, và đã hoạt động từ Halifax trong hai năm tiếp theo, hộ tống các đoàn tàu vận tải ven biển cho đến khi được rút khỏi nhiệm vụ này vào năm 1943 cho tình trạng vật chất của nó quá kém.
St. Clair tiếp tục được sử dụng như một tàu tiếp liệu tàu ngầm tại Halifax cho đến khi được công bố "không phù hợp cho bất kỳ nhiệm vụ nào" trong tương lai vào tháng 8 năm 1944. Nó được sử dụng như tàu thực tập chữa cháy và kiểm soát hư hỏng cho đến năm 1946, khi được đưa vào danh sách để loại bỏ vào ngày 6 tháng 10 năm 1946, rồi bị tháo dỡ sau đó.